# Listă de regizori portughezi
Aceasta este o listă de regizori de film portughezi:

Cuprins: Început - 0–9 A B C D E F G H I J K L M N O P Q R S T U V W X Y Z

## A
- André Valentim Almeida
- António Victorino de Almeida
- Bruno de Almeida
- Virginia de Castro e Almeida
- Ruben Alves
- Lauro António

## B
- José Leitão de Barros
- Mário Barroso
- Nuno Bernardo
- David Bonneville
- João Botelho

## C
- Augusto Cabrita
- António Campos
- Henrique Campos
- João Canijo
- Jorge Brum do Canto
- Filipa César
- Eduardo Condorcet
- Margarida Cordeiro
- Pedro Costa
- Ricardo Costa

## D
- Noémia Delgado
- Carlos Domingomes
- Arthur Duarte

## E
- Constantino Esteves

## F
- António Ferreira
- Ivo Ferreira
- José Fonseca e Costa
- Augusto Fraga

## G
- Chianca de Garcia
- Eduardo Geada
- Miguel Gomes
- Rita Azevedo Gomes
- Vítor Gonçalves
- João Mário Grilo
- Eduardo Guedes
- Tiago Guedes
- Ruy Guerra
- Manuel Guimarães

## L
- Joaquim Leitão
- Fernando Lopes

## M
- António de Macedo
- André Marques
- Marco Martins
- Maria de Medeiros
- João Mendes
- Miguel Gonçalves Mendes
- João Costa Menezes
- Mesquitinha
- Armando de Miranda
- João César Monteiro
- José Álvaro Morais
- Manuel Mozos

## N
- José Nascimento
- Solveig Nordlund
- Vasco Nunes

## O
- Manoel de Oliveira

## P
- Edgar Pêra
- Nuno Sá Pessoa
- José Alberto Pinheiro
- João Nuno Pinto
- Joaquim Pinto
- Joao Ponces de Carvalho

## Q
- Perdigão Queiroga

## R
- António Reis
- Ribeirinho
- António Lopes Ribeiro
- José Miguel Ribeiro
- Miguel Ribeiro
- Luís Filipe Rocha
- Paulo Rocha
- João Pedro Rodrigues
- Catarina Ruivo

## S
- José Sacramento
- João Salaviza
- Alberto Seixas Santos
- Carmen Santos
- Joaquim Sapinho

## T
- António da Cunha Telles

## V
- Ladislao Vajda
- Alexandre Valente
- António-Pedro Vasconcelos
- Fernando Vendrell
- Manuela Viegas
- Leonel Vieira
- Teresa Villaverde
- Craig Viveiros